# Lista tomów serii Yona w blasku świtu
Ten artykuł zawiera listę tomów serii Yona w blasku świtu autorstwa Mizuho Kusanagi, ukazywanej w magazynie „Hana to Yume” wydawnictwa Hakusensha od 4 sierpnia 2009. Pierwszy tom tankōbon ukazał się 19 stycznia 2010, natomiast według stanu na 20 grudnia 2024, do tej pory wydano 45 tomów.
Do limitowanej edycji 15 tomu mangi, wydanego 19 września 2014 roku, dołączono dramę CD. Do limitowanej wersji tomu 19 mangi dołączono odcinek OVA, zatytułowany Sono se ni wa, który jest adaptacją dodatkowych rozdziałów z 12 tomu mangi, zatytułowanych Na jego plecach (jap. その背には Sono se niwa) oraz Kija (jap. キジャ). Do limitowanej wersji 20 tomu mangi dołączono zestaw rysunków związanych z serią. Ponadto do limitowanej wersji kolejno 21 i 22 tomu dołączone zostały dwa kolejne odcinki OVA, które są adaptacją historii Zeno z 18 tomu mangi.
W Polsce seria ukazuje się nakładem wydawnictwa Studio JG, pierwszy tom zaś został wydany 17 maja 2019.
| Nr | Język japoński       | Język japoński         | Język polski         | Język polski           |
| Nr | Data wydania         | ISBN                   | Data wydania         | ISBN                   |
| --- | -------------------- | ---------------------- | -------------------- | ---------------------- |
| 1 | 19 stycznia 2010     | ISBN 978-4-592-19081-3 | 17 maja 2019         | ISBN 978-83-8001-415-2 |
| Lista rozdziałów - 001. Księżniczka Yona (jap. 皇女ヨナ Ōjo Yona) - 002. Zerwane więzi (jap. ちぎれた絆 Chigireta kizuna) - 003. Opoka (jap. うしろ手の強さ Ushirode no tsuyosa) - 004. Odległe niebo (jap. 遠い空 Tōi sora) - 005. Oddycha i nic więcej (jap. ただ息をしているだけ Tada iki o shiteiru dake) |                      |                        |                      |                        |
| 2 | 19 maja 2010         | ISBN 978-4-592-19082-0 | 5 lipca 2019         | ISBN 978-83-8001-457-2 |
| Lista rozdziałów - 006. Klan Wiatru (jap. 風の部族 Kaze no buzoku) - 007. Włócznia skryta w sercu (jap. 心におさめた槍 Kokoro ni osameta yari) - 008. To moja decyzja (jap. 自分で決めた Jibun de kimeta) - 009. Ryk (jap. 咆哮 Hōkō) - 010. Karmazynowe włosy (jap. 紅い髪 Akai kami) - 011. Koronacja (jap. 新王即位 Shin ō sokui) |                      |                        |                      |                        |
| 3 | 17 września 2010     | ISBN 978-4-592-19083-7 | 30 sierpnia 2019     | ISBN 978-83-8001-472-5 |
| Lista rozdziałów - 012. Dolina, w której rozbrzmiewa głos boga (jap. 神の声が呼ぶ谷 Kami no koe ga yobu tani) - 013. Przeznaczenie (jap. 天命 Tenmei) - 014. Wybór (jap. 選んだ扉 Eranda tobira) - 015. Wahanie (jap. ふるえる覚悟 Furueru kakugo) - 016. Ukryta wioska smoka (jap. 龍の隠れ里 Ryū no kakurezato) - 017. Wyczekiwana (jap. 待望 Taibō) |                      |                        |                      |                        |
| 4 | 19 stycznia 2011     | ISBN 978-4-592-19084-4 | 23 października 2019 | ISBN 978-83-8001-498-5 |
| Lista rozdziałów - 018. Smocze pazury (jap. 龍の爪 Ryū no tsume) - 019. Tu i tam (jap. あちらへこちらへ Achira e kochira e) - 020. Podziemny lud (jap. あなぐらの民 Anagura no tami) - 021. Smok w masce (jap. 目隠しの龍 Mekakushi no ryū) - 022. Zew (jap. 呼びあう Yobiau) - 023. Strach odbijający się echem (jap. 反響する恐怖 Hankyō suru kyōfu) |                      |                        |                      |                        |
| 5 | 19 maja 2011         | ISBN 978-4-592-19085-1 | 17 stycznia 2020     | ISBN 978-83-8001-512-8 |
| Lista rozdziałów - 024. Światło (jap. 光 Hikari) - 025. Imię (jap. 呼び名 Yobina) - 026. Ku nowym ziemiom (jap. 新たな地へ Arata na chi e) - 027. Trzeci smok (jap. 三人目の龍 Sanninme no ryū) - 028. Piraci z Awy (jap. 阿波の海賊 Awa no kaizoku) - 029. Połączeni losem (jap. 縁 Enishi) |                      |                        |                      |                        |
| 6 | 20 września 2011     | ISBN 978-4-592-19086-8 | 28 lutego 2020       | ISBN 978-83-8001-542-5 |
| Lista rozdziałów - 030. Negocjacje (jap. 交渉 Kōshō) - 031. Próba ziela senju (jap. 千樹草の試し Senjusō no tameshi) - 032. Więź (jap. 繋がり Tsunagari) - 033. Przygotowania do bitwy (jap. 戦支度 Ikusajitaku) - 034. Łańcuch odwagi (jap. 勇気の連鎖 Yūki no rensa) - 035. Cargo o słodkim zapachu (jap. 馨しい積荷 Kaguwashii tsumini) |                      |                        |                      |                        |
| 7 | 18 listopada 2011    | ISBN 978-4-592-19087-5 | 29 czerwca 2020      | ISBN 978-83-8001-587-6 |
| Lista rozdziałów - 036. Iskra (jap. 火花 Hibana) - 037. Historię tworzy się nocą (jap. 歴史は夜作られる Rekishi wa yoru tsukurareru) - 038. Biesiada po zmroku (jap. 宴の夜に Utage no yoru ni) - 039. Ciemne chmury o świcie (jap. 曉雲は暗く Gyōun wa kuraku) - 040. Przysięga o poranku (jap. 誓いの朝 Chikai no asa) - 041. I smok, i człowiek (jap. 龍であり人であり Ryū deari hito deari) |                      |                        |                      |                        |
| 8 | 19 marca 2012        | ISBN 978-4-592-19088-2 | 10 września 2020     | ISBN 978-83-8001-615-6 |
| Lista rozdziałów - 042. I wszyscy razem! (jap. 皆さん おそろいで Minasan osoroi de) - 043. Dalsze kroki (jap. これから Kore kara) - 044. Co komu drzemie w sercu (jap. それぞれの思惑 Sorezore no omowaku) - 045. Walka na niby (jap. 戦ごっこ Ikusa gokko) - 046. Podwaliny (jap. 地ならし Jinarashi) - 047. Dobroczynny deszcz (jap. 甘雨 Kan’u) |                      |                        |                      |                        |
| 9 | 20 lipca 2012        | ISBN 978-4-592-19089-9 | 10 listopada 2020    | ISBN 978-83-8001-634-7 |
| Lista rozdziałów - 048. Na cenzurowanym (jap. 悪目立ち Warumedachi) - 049. Mroczny Smok i wesoła kompania głodomorów (jap. 暗黒龍と ゆかいな腹ヘリ達 Ankoku ryū to yukai na haraheritachi) - 050. Wyzwolenie (jap. 解放 Kaihō) - 051. W transie (jap. 忘我の境 Bōga no sakai) - 052. Chcieć to móc (jap. 右に立っ失 Migi ni tasshitsu) - 053. Niechęć do życia pana Tae-juna (jap. 逝きたがりのテジュン様 Yukitagari no Tejun-sama) |                      |                        |                      |                        |
| 10 | 20 grudnia 2012      | ISBN 978-4-592-19090-5 | 7 stycznia 2021      | ISBN 978-83-8001-667-5 |
| Lista rozdziałów - 054. Czy to złudzenie? (jap. 幻でしようか Maboroshi de shiyou ka) - 055. Jak we śnie (jap. 夢のようで Yume no yō de) - 056. Ogień nie ugasi ognia (jap. 火で火は消えぬ Hi de hi wa kienu) - 057. Ludzie nie myślą o tym, o czym nie wiedzą (jap. 人は知らないことは考えられない Hito wa shiranai koto wa kangaerarenai) - 058. Śmiałek o zajęczym sercu (jap. 意気地と弱虫 Ikuji to yowamushi) - 059. Jesteś moją modlitwą (jap. あなたは私の祈り Anata wa watashi no inori)                                                                           |                      |                        |                      |                        |
| 11 | 11 kwietnia 2013     | ISBN 978-4-592-19691-4 | 10 marca 2021        | ISBN 978-83-8001-707-8 |
| Lista rozdziałów - 060. Wiatr wśród młodych liści (cz. 1) (jap. 若葉風 前編 Wakaba kaze zenpen) - 061. Wiatr wśród młodych liści (cz. 2) (jap. 若葉風 後編 Wakaba kaze kōhen) - 062. Nim ostrze opadnie (jap. その刃が届く前に Sono yaiba ga todoku mae ni) - 063. Na chwiejnej drodze (jap. ゆれる道中 Yureru dōchū) - 064. Prowincja Sen w cesarstwie Kai. Wioska Senri (jap. 戒帝国 千州千里村 Kai teikoku senshū Senri-mura) - 065. Festiwal Okiełznania Ognia (jap. 火鎮の祭始まる Kachin no matsuri hajimaru)                                                       |                      |                        |                      |                        |
| 12 | 20 sierpnia 2013     | ISBN 978-4-592-19692-1 | 27 maja 2021         | ISBN 978-83-8001-736-8 |
| Lista rozdziałów - 066. Nie ma dymu bez ognia (jap. 火の無い所に煙は立たぬ Hi no nai tokoro ni kemuri wa tatanu) - 067. Zarzewie (jap. 火の手 Hinote) - 068. Strażnicy ognia (jap. 火の守り手たち Hi no mamoritetachi) - 069. Zwiastun pożogi (jap. 大火の兆し Taika no kizashi) - 070. Paląca obsesja (jap. 真赤な妄執 Makka na mōshū) - Na jego plecach (jap. その背には Sono se niwa) - Kija (jap. キジャ Kija) |                      |                        |                      |                        |
| 13 | 20 grudnia 2013      | ISBN 978-4-592-19693-8 | 10 lipca 2021        | ISBN 978-83-8001-765-8 |
| Lista rozdziałów - 071. Mandat niebios (jap. 天の采配 Ama no saihai) - 072. Ci, którzy przewodzą (jap. 導く者 Michibiku mono) - 073. Sen o władzy snuty pośród pustkowi (jap. 荒野で王の夢を見た Kōya de ō no yume o mita) - 074. Kwiaty kwitnące na twoich śladach (jap. きみの靴跡に咲く花 Kimi no kutsuato ni saku hana) - 075. Trzy warunki (jap. 三つの条件 Mittsu no jōken) - 076. Targowisko tułaczy (jap. 流れ者の市場 Nagaremono no ichiba) - Grzmiąca Bestia (jap. 雷獣 Raijū)                                                                                  |                      |                        |                      |                        |
| 14 | 18 kwietnia 2014     | ISBN 978-4-592-19694-5 | 10 września 2021     | ISBN 978-83-8001-786-3 |
| Lista rozdziałów - 077. Miasto zasnute deszczową mgłą (jap. 霧雨に沈む町 Kirisame ni shizumu machi) - 078. Nadai. Zaraza trawiąca Shisen (jap. 四泉を蝕むナダイ Shisen o mushibamu Nadai) - 079. Jedynie obserwować (jap. ただ見ているだけ Tada miteiru dake) - 080. W głąb wiru (jap. 渦中 Kachū) - 081. Odmęty (jap. 底の見えない渦 Soko no mienai uzu) - 082. Przysięgając niezłomność na to ostrze (jap. その剣に不屈を誓う Sono tsurugi ni fukutsu o chikau) |                      |                        |                      |                        |
| 15 | 19 sierpnia 2014     | ISBN 978-4-592-19695-2 | 20 grudnia 2021      | ISBN 978-83-8001-843-3 |
| Lista rozdziałów - 083. Słyszę, jak płyną niewidoczne łzy (jap. 見えない涙の音がする Mienai namida no oto ga suru) - 084. Tutaj się rozstajemy (jap. ここでお別れ Koko de o wakare) - 085. Ku Sensui (jap. 仙水へ Sensui e) - 086. Spotkania tworzą ludzi (jap. 出会いは人を創る Deai wa hito o tsukuru) - 087. Pościg (jap. 追撃 Tsuigeki) - 088. Kolor tych oczu jak morze Shisen (jap. その瞳は同じ海の色 Sono hitomi wa onaji umi no iro) |                      |                        |                      |                        |
| 16 | 19 grudnia 2014      | ISBN 978-4-592-19696-9 | 25 lutego 2022       | ISBN 978-83-8001-883-9 |
| Lista rozdziałów - 089. Niewidoczny sprzymierzeniec (jap. 顔の見えない味方 Kao no mienai mikata) - 090. Gniew wymierzony w (jap. 怒りの矛先は Ikari no hokosaki wa) - 091. Był moim najdroższym przyjacielem (jap. 彼はとても大切な友人だった Kare wa totemo taisetsu na yūjin datta) - 092. Szukając na niebie tamtego uśmiechu (jap. 空にあの笑顔をさがす Sora ni ano egao o sagasu) - 093. Uważajcie na siebie (jap. どうか気をつけて Dōka ki o tsukete) - 094. Biegu historii nie powstrzymasz (jap. 時代は止まらない Jidai wa tomaranai)                             |                      |                        |                      |                        |
| 17 | 20 marca 2015        | ISBN 978-4-592-19697-6 | 8 czerwca 2022       | ISBN 978-83-8001-924-9 |
| Lista rozdziałów - 095. Chłopiec z obcego kraju (jap. 他国の少年 Takoku no Shōnen) - 096. Czarne chmury (jap. 黒雲 Kurokumo) - 097. Podrużuję, by znaleźć odpowiedź (jap. 答えを探して旅をする Kotae o Sagashite Tabi o Suru) - 098. Uciekaj (jap. 逃げろ Nigero) - 099. Walka się nie kończy (jap. 闘いが終わらない Tatakai ga Owaranai) - Leć (jap. 飛べ Tobe) |                      |                        |                      |                        |
| 18 | 19 czerwca 2015      | ISBN 978-4-592-19698-3 | 19 sierpnia 2022     | ISBN 978-83-8001-986-7 |
| Lista rozdziałów - 100. Niezniszczalne ciało (jap. 傷つかない体 Kizutsukanai karada) - 101. Smoki początku (jap. はじまりの龍 Hajimari no ryū) - 102. Dzieci boga (jap. 神さまの子供たち Kamisama no kodomotachi) - 103. Gny nasz pan zasnął (jap. 我が君眠りて Wagakimi nemurite) - 104. Łódź, która nigdzie nie zawinie (jap. どこにも着かない小舟 Doko ni mo tsukanai kobune) - 105. Wschód czerwonej gwiazdy (jap. あかい星が昇る Akai hoshi ga noboru) - Przepraszamy za wszelkie niedopatrzenia (jap. 不行きな点はお詫び致します Fuyuki na ten wa owabi itashimasu) |                      |                        |                      |                        |
| 19 | 18 września 2015     | ISBN 978-4-592-19699-0 | 26 października 2022 | ISBN 978-83-8257-033-5 |
| Lista rozdziałów - 106. Las błękitnych zjaw (cz. 1) (jap. 青くなる森 前編 Aokunaru mori zenpen) - 107. Las błękitnych zjaw (cz. 2) (jap. 青くなる森 中編 Aokunaru mori chūhen) - 108. Las błękitnych zjaw (cz. 3) (jap. 青くなる森 後編 Aokunaru mori kōhen) - 109. Splatające się losy (jap. めぐりめぐって Meguri megutte) - 110. Podarunek (jap. 小さな贈り物 Chiisana okurimono) - 111. Miasto, w którym znikają ludzie (jap. 人が消える町 Hito ga kieru machi) - Dobranoc (jap. 今日はおやすみ Kyō wa oyasumi)                                                       |                      |                        |                      |                        |
| 20 | 18 marca 2016        | ISBN 978-4-592-21510-3 | 11 stycznia 2023     | ISBN 978-83-8257-074-8 |
| Lista rozdziałów - 112. Rzuceni u stóp twierdzy (jap. 寄せ集めの砦 Yoseatsume no toride) - 113. Walcz (jap. 闘え Tatakae) - 114. Czy kiedyś zdołam im powiedzieć? (jap. いつか言えるだろうか Itsuka ieru darō ka) - 115. Narada (jap. 作戦会議 Sakusen kaigi) - 116. Wrogowie i sprzymierzeńcy (jap. 敵は味方は Teki wa mikata wa) - 117. Przysięga w sercu (jap. この胸に誓った Kono mune ni chikatta) |                      |                        |                      |                        |
| 21 | 19 sierpnia 2016     | ISBN 978-4-592-21511-0 | 28 marca 2023        | ISBN 978-83-8257-143-1 |
| Lista rozdziałów - 118. Ku tobie (jap. 君のもとへ Kimi no moto e) - 119. Twierdza Kushibiego (jap. クシビの砦 Kushibi no toride) - 120. Dosięgnij jej (jap. とどけ Todoke) - 121. Od tamtego dnia (jap. あの日から Ano hi kara) - 122. U twego boku (jap. あなたのそばに Anata no soba ni) - 123. Niewysłowione uczucie (jap. 言えない気持ち Ienai kimochi) - Od „dzień dobry” po „dobranoc” (jap. おけようから おやすみまで Okeyou kara oyasumi made) |                      |                        |                      |                        |
| 22 | 20 grudnia 2016      | ISBN 978-4-592-21512-7 | 30 czerwca 2023      | ISBN 978-83-8257-171-4 |
| Lista rozdziałów - 124. Dziękuję, że przyszłaś (jap. 来てくれてありがとう Kitekurete arigatō) - 125. To, co widziane we śnie (jap. 夢みたものは Yume mitamono wa) - 126. Prześladowcy (jap. 追う者たち Ou-mono-tachi) - 127. Księżniczka Xing (jap. 真国の姫君 Shin-goku no himegimi) - 128. Spór (jap. 対立 Tairitsu) - 129. Napaść (jap. 奇襲 Kishū) |                      |                        |                      |                        |
| 23 | 20 kwietnia 2017     | ISBN 978-4-592-21513-4 | 21 sierpnia 2023     | ISBN 978-83-8257-225-4 |
| Lista rozdziałów - 130. Potowory zza miedzy (jap. 隣国の化物 Ringoku no bakemono) - 131. Pani zagłady (jap. 修羅の王 Shura no ō) - 132. Pięć Gwiazd (jap. 五星 Gosei) - 133. Dowód (jap. 証 Akashi) - 134. Po własnych śladach (jap. 来た道を Kita michi o) - Żegnając rok, witając rok (jap. ゆく年 くる年 Yuku toshi kuru toshi) - Dbajcie o siebie (jap. お大事に Odaijini) |                      |                        |                      |                        |
| 24 | 18 sierpnia 2017     | ISBN 978-4-592-21514-1 | 13 listopada 2023    | ISBN 978-83-8257-299-5 |
| Lista rozdziałów - 135. Znajoma twarz (jap. 懐かしい顔 Natsukashī kao) - 136. Wiadomość (jap. 言伝て Kotodzute) - 137. Do naszych sprzymierzeńców (jap. 協力者たちへ Kyōryoku-sha-tachi e) - 138. Zamęt (jap. 攪乱 Kakuran) - 139. W grzęzawisku (jap. 泥濘の中を Nukarumi no naka o) - 140. Spotkanie (jap. 遭遇 Sōgū) |                      |                        |                      |                        |
| 25 | 20 grudnia 2017      | ISBN 978-4-592-21515-8 | 16 lutego 2024       | ISBN 978-83-8257-343-5 |
| Lista rozdziałów - 141. I (jap. 威) - 142. Shūketsu suru nami (jap. 集結する波) - 143. Kono Mi wa futō (jap. この身は不撓) - 144. Ikari (jap. 怒り) - 145. Nani ga tadashikute (jap. 何が正しくて) - 146. Tsugō ni awaseta seigi o tate ni (jap. 都合に合わせた正義を盾に) - Odaijini sono 2 (jap. お大事に その2) |                      |                        |                      |                        |
| 26 | 20 kwietnia 2018     | ISBN 978-4-592-21516-5 | 15 maja 2024         | ISBN 978-83-8257-433-3 |
| Lista rozdziałów - 147. Ifu (jap. 畏怖) - 148. Hikari yo kienai de (jap. 光よ消えないで) - 149. Munashiki na (jap. 空しき名) - 150. Ketchaku (jap. 決着) - 151. Shiranai anata (jap. 知らないあなた) - 152. Daijinamono wa hitotsu janaikedo (jap. 大事なものはひとつじゃないけど) |                      |                        |                      |                        |
| 27 | 20 sierpnia 2018     | ISBN 978-4-592-21517-2 | 15 lipca 2024        | ISBN 978-83-8257-480-7 |
| Lista rozdziałów - 153. Tama no hare no hi (jap. たまの晴れの日) - 154. Shinpaigoto (jap. 心配事) - 155. Uso kara deta makoto (jap. 嘘から出た真) - 156. Ushinatte naru mono ka (jap. 失ってなるものか) - 157. Sute kirenu akogare (jap. 捨てきれぬ憧れ) - Buzoku taikō bujutsu taikai ーkonkai kagiriー (jap. 部族対抗武術大会ー今回限りー) - Odaijini sono 3 (jap. お大事に その３) |                      |                        |                      |                        |
| 28 | 20 listopada 2018    | ISBN 978-4-592-21518-9 | 1 października 2024  | ISBN 978-83-8257-532-3 |
| Lista rozdziałów - 158. Rusetsu (jap. 流説) - 159. Tejun no fuyōi (jap. テジュンの不用意) - 160. Ue kara Keishuku (jap. 上からケイシュク) - 161. Iguni fujin wa fuman (jap. イグニ夫人は不満) - 162. Kakehiki (jap. 駆け引き) - 163. Te o kashite (jap. 手を貸して) |                      |                        |                      |                        |
| 29 | 19 kwietnia 2019     | ISBN 978-4-592-21519-6 | 5 grudnia 2024       | ISBN 978-83-8257-601-6 |
| Lista rozdziałów - 164. Nerai wa (jap. 狙いは) - 165. Tekijin (jap. 敵陣) - 166. Senryoku (jap. 戦力) - 167. Shoi kirenai hodo no (jap. 背負いきれない程の) - 168. Saikyō no otori (jap. 最強の囮) - 169. Sai-ki futari (jap. 才器ふたり) |                      |                        |                      |                        |
| 30 | 20 sierpnia 2019     | ISBN 978-4-592-21520-2 | —                    |                        |
| Lista rozdziałów - 170. Saizensen (jap. 最前線) - 171. Aitai (jap. 逢いたい) - 172. Kishikaisei (jap. 起死回生) - 173. Kaeshite moraou (jap. 返してもらおう) - 174. Sugu soko ni (jap. すぐそこに) - 175. Yume de nando mo yonde ita (jap. 夢で何度も呼んでいた) |                      |                        |                      |                        |
| 31 | 20 grudnia 2019      | ISBN 978-4-592-22311-5 | —                    |                        |
| Lista rozdziałów - 176. Kikoeta? (jap. 聞こえた？) - 177. Kikoemashitakedo (jap. 聞こえましたけど) - 178. Teian no katachi de towa reta tachiba (jap. 提案の形で問われた立場) - 179. Munashī kansei (jap. 虚しい歓声) - 180. O hirō-me (jap. 御披露目) - 181. Kaimaku-sen (jap. 開幕戦) |                      |                        |                      |                        |
| 32 | 20 kwietnia 2020     | ISBN 978-4-592-22312-2 | —                    |                        |
| Lista rozdziałów - 182. Gekiyaku (jap. 劇薬) - 183. Shūmaku (jap. 終幕) - 184. Chigau keshiki (jap. 違う景色) - 185. Kikyū (jap. 冀求) - 186. Mukiawanakute wa (jap. 向き合わなくては) - 187. Himitsu no (jap. 秘密の) |                      |                        |                      |                        |
| 33 | 20 sierpnia 2020     | ISBN 978-4-592-22313-9 | —                    |                        |
| Lista rozdziałów - 188. Ou hitomi (jap. 追う瞳) - 189. Hi Ryūō (jap. 緋龍王) - 190. Shiso no ketsuzoku (jap. 始祖の血族) - 191. Yonhi no tsuioku (jap. ヨンヒの追憶) - 192. Kami no koe ga hibiku shiro (jap. 神の声が響く城) - Itsuka doko ka no umi de (jap. いつかどこかの海で) |                      |                        |                      |                        |
| 34 | 18 grudnia 2020      | ISBN 978-4-592-22314-6 | —                    |                        |
| Lista rozdziałów - 193. Okiniiri ni naru koto no daishō (jap. お気に入りになることの代償) - 194. Akai chi e no shūchaku (jap. 赤い血への執着) - 195. Saigo no negai (jap. 最後の願い) - 196. Kurushinda itami, kurushinda hito-tachi (jap. 苦しんだ痛み、苦しんだ人たち) - 197. Furueru moji (jap. 震える文字) - 198. Ōshitsu no ichiin (jap. 王室の一員) |                      |                        |                      |                        |
| 35 | 20 kwietnia 2021     | ISBN 978-4-592-22315-3 | —                    |                        |
| Lista rozdziałów - 199. Minami Kai no yōjin (jap. 南戒の要人) - 200. Matta nashi (jap. 待った無し) - 201. Kageri (jap. 翳り) - 202. Doku no aru kyaku (jap. 毒のある客) - 203. Ubawareta to iu sakkaku (jap. 奪われたという錯覚) - 204. Ippō-tekina shinai (jap. 一方的な親愛) |                      |                        |                      |                        |
| 36 | 19 sierpnia 2021     | ISBN 978-4-592-22316-0 | —                    |                        |
| Lista rozdziałów - 205. Yoru no naki-goe (jap. 夜の哭き声) - 206. Sute rareru mono o hitotsu zutsu (jap. 捨てられるものをひとつずつ) - 207. Hokorobi (jap. 綻び) - 208. Mezamenu nemuri o osorete (jap. 目覚めぬ眠りを恐れて) - 209. Mitsumei (jap. 密命) - 210. Chimeishō (jap. 致命傷) - Haru no kemono (jap. 春の宴) |                      |                        |                      |                        |
| 37 | 20 grudnia 2021      | ISBN 978-4-592-22317-7 | —                    |                        |
| Lista rozdziałów - 211. Kore ga shōbun (jap. これが性分) - 212. Yun Awa e (jap. ユン阿波へ) - 213. Mabayui kazuki (jap. 眩い一騎) - 214. Inochiwokakeru kachi (jap. 命を懸ける価値) - 215. Kin-shū kuzushi (jap. 金州崩し) - 216. Afureru (jap. 溢れる) |                      |                        |                      |                        |
| 38 | 20 maja 2022         | ISBN 978-4-592-22318-4 | —                    |                        |
| Lista rozdziałów - 217. Kataku tojita futa (jap. 固く閉じた蓋) - 218. Kaisen no tsunobue (jap. 開戦の角笛) - 219. Ningen heiki (jap. 人間兵器) - 220. Ukkowase (jap. 打っ壊せ) - 221. Tada kokoro ga mukau basho (jap. ただ心が向かう場所) - 222. Kata o narabeta hi (jap. 肩を並べた日) |                      |                        |                      |                        |
| 39 | 20 września 2022     | ISBN 978-4-592-22319-1 | —                    |                        |
| Lista rozdziałów - 223. Subete o kakete mo ī to omoeta (jap. 全てを懸けてもいいと思えた) - 224. Genkai o koete (jap. 限界を超えて) - 225. Ikiwohaku (jap. 息を吐く) - 226. Yasashī yoake (jap. やさしい夜明け) - 227. Yain ni ugome ku (jap. 夜陰に蠢く) - 228. Rihan (jap. 離叛) - Mukashimukashi aru tokoro ni (jap. 昔々あるところに) |                      |                        |                      |                        |
| 40 | 20 stycznia 2023     | ISBN 978-4-592-22320-7 | —                    |                        |
| Lista rozdziałów - 229. Waga mono (jap. 我が物) - 230. Doku ga mawaru (jap. 毒がまわる) - 231. Moeru yume (jap. 燃える夢) - 232. Masayume ni chikadzuku (jap. 正夢に近づく) - 233. Uttederu (jap. 打って出る) - 234. Koketsukoshi (jap. 虎穴虎子) |                      |                        |                      |                        |
| 41 | 19 maja 2023         | ISBN 978-4-592-22461-7 | —                    |                        |
| Lista rozdziałów - 235. Kuraku o tomoni shita nakama (jap. 苦楽を共にした仲間) - 236. Ibutsu (jap. 遺物) - 237. Yoba reru kata e (jap. 呼ばれる方へ) - 238. Ba no shihaisha (jap. 場の支配者) - 239. Tatakau ishi tatakau imi (jap. 戦う意志 闘う意味) - 240. Ina (jap. 否) |                      |                        |                      |                        |
| 42 | 20 października 2023 | ISBN 978-4-592-22469-3 | —                    |                        |
| Lista rozdziałów - 241. Umareta basho ga chigattara (jap. 生まれた場所が違ったら) - 242. Kieta ryū (jap. 消えた龍) - 243. Wakare o tsugeru yoru (jap. 別れを告げる夜) - 244. Shizukana shuppatsu (jap. 静かな出発) - 245. Hajimatta (jap. 始まった) - 246. Konosaki wa mō ikenai (jap. この先はもう行けない) |                      |                        |                      |                        |
| 43 | 20 lutego 2024       | ISBN 978-4-592-22474-7 | —                    |                        |
| Lista rozdziałów - 247. Oboro-gena hikari (jap. おぼろげな光) - 248. Aoi Kage o otte (jap. 青い影を追って) - 249. Tsunagi tomete (jap. 繋ぎ止めて) - 250. Kanashimi ga owaru basho e (jap. 悲しみが終わる場所へ) - 251. Bundan (jap. 分断) - 252. Tatoe moto ni wa modorenakutomo (jap. たとえ元には戻れなくとも) |                      |                        |                      |                        |
| 44 | 20 czerwca 2024      | ISBN 978-4-592-22488-4 | —                    |                        |
| Lista rozdziałów - 253. Namae o yobanai nakama (jap. 名前を呼ばない仲間) - 254. Mō aenai to shitara (jap. もう会えないとしたら) - 255. Saigo ni hanashita koto wa nanda kke (jap. 最後に話したことはなんだっけ) - 256. Ikitai to negau Mono shinitai to inoru mono (jap. 生きたいと願う者 死にたいと祈る者) - 257. Mune ni tomoru (jap. 胸に灯る) |                      |                        |                      |                        |
| 45 | 20 grudnia 2024      | ISBN 978-4-592-22512-6 | —                    |                        |
| Lista rozdziałów - 258. Watashitachiha ushinai sugita (jap. 私たちは失いすぎた) - 259. Nibui ken (jap. 鈍い剣) - 260. Iu Tsumori nakatta kotoba (jap. 言うつもりなかった言葉) - 261. Yami, o tsuru (jap. 闇、落つる) - 262. Boroboro no tojō (jap. ボロボロの登城) |                      |                        |                      |                        |